# 大花漆
大花漆（学名：Toxicodendron grandiflorum）为漆树科漆属的植物，为中国的特有植物。分布于中国大陆的四川、云南等地，生长于海拔700米至2,700米的地区，见于山坡疏林及石灌丛中，目前尚未由人工引种栽培。

## 异名
- Toxicodendron grandiflorum C. Y. Wu et T. L. Ming var. longipes (Franch.) C. Y. Wu et T. L. Ming